# Cofradía de la Caridad (Murcia)
La Muy Ilustre y Venerable Cofradía del Santísimo Cristo de la Caridad es una cofradía de culto católico que tiene su sede canónica en la Iglesia de Santa Catalina de la ciudad de Murcia (España). 
Participa en la Semana Santa de Murcia desfilando en la jornada de Sábado de Pasión. Desde el año 2013 también organiza la procesión de María Santísima del Rosario en sus Misterios Dolorosos durante la tarde de Sábado Santo.

## Historia
Fueron presentadas y aprobadas las constituciones fundacionales de la Cofradía el 29 de junio de 1993, festividad de los Santos Pedro y Pablo, siendo erigida su sede canónica en la Iglesia de Santa Catalina del centro de la ciudad de Murcia. Desde la Semana Santa de 1994 desfila el cortejo corinto en la tarde noche del Sábado de Pasión. 
En el año 1996 la Cofradía comenzó a cumplir con el precepto establecido en sus constituciones que señala la veneración hacia los cinco misterios dolorosos del Santo Rosario, incorporándose aquel año el paso y hermandad de la Oración en el Huerto, en 1997 la Coronación de Espinas, en 1998 la Flagelación y en 1999 Nuestro Padre Jesús Camino del Calvario. Posteriormente se incorporó el paso y hermandad de San Juan (2001), y en 2003 la Santa Mujer Verónica y María Dolorosa.
La Caridad es una cofradía que a pesar de su juventud ha pretendido desde sus inicios la recuperación del más puro estilo tradicional murciano: Sus pasos son de 2 estantes por vara, los mayordomos visten a la vieja ausanza con cara destapada, todos los pasos llevan iluminación de cera, cuenta con el toque de burla y los tronos no marcan el paso siendo llevados con la cadencia tradicional.
En la Semana Santa de 2013 la Caridad estrenó una nueva procesión gracias a una nueva hermandad que desfila en la tarde del Sábado Santo con un único paso, María Santísima del Rosario en sus Misterios Dolorosos, cumpliendo así con el precepto de los cinco misterios dolorosos del Santo Rosario.

## Pasos y hermandades
La cofradía de la Caridad cuenta con 10 hermandades y sus respectivos pasos repartidos en sus dos procesiones (9 en la de Sábado de Pasión y 1 en la de Sábado Santo), pasos que como marcan sus constituciones representan los misterios del Rosario -concretamente los cinco primeros-. Estos son por orden de salida en procesión:
Sábado de Pasión
- Oración en el Huerto. De Arturo Serra Gómez. Cristo y ángel (1996), apóstoles durmientes (2020).
- Sagrada Flagelación. De José Hernández Navarro. Jesús y sayón de 2007 y sayón sedente de 2019. Sustituyó a otro conjunto anterior de Ardil Pagán.
- La Coronación de Espinas. De José Hernández Navarro. Jesús y sayones de 2009 y soldado romano de 2013. Sustituyó a otro conjunto anterior de Ardil Pagán.
- Nuestro Padre Jesús Camino del Calvario. De Manuel Ardil Pagán (1999), con intervención posterior de Pedro Arrue (2010).Virgen del Rosario en sus Misterios Dolorosos durante su procesión el Sábado Santo.

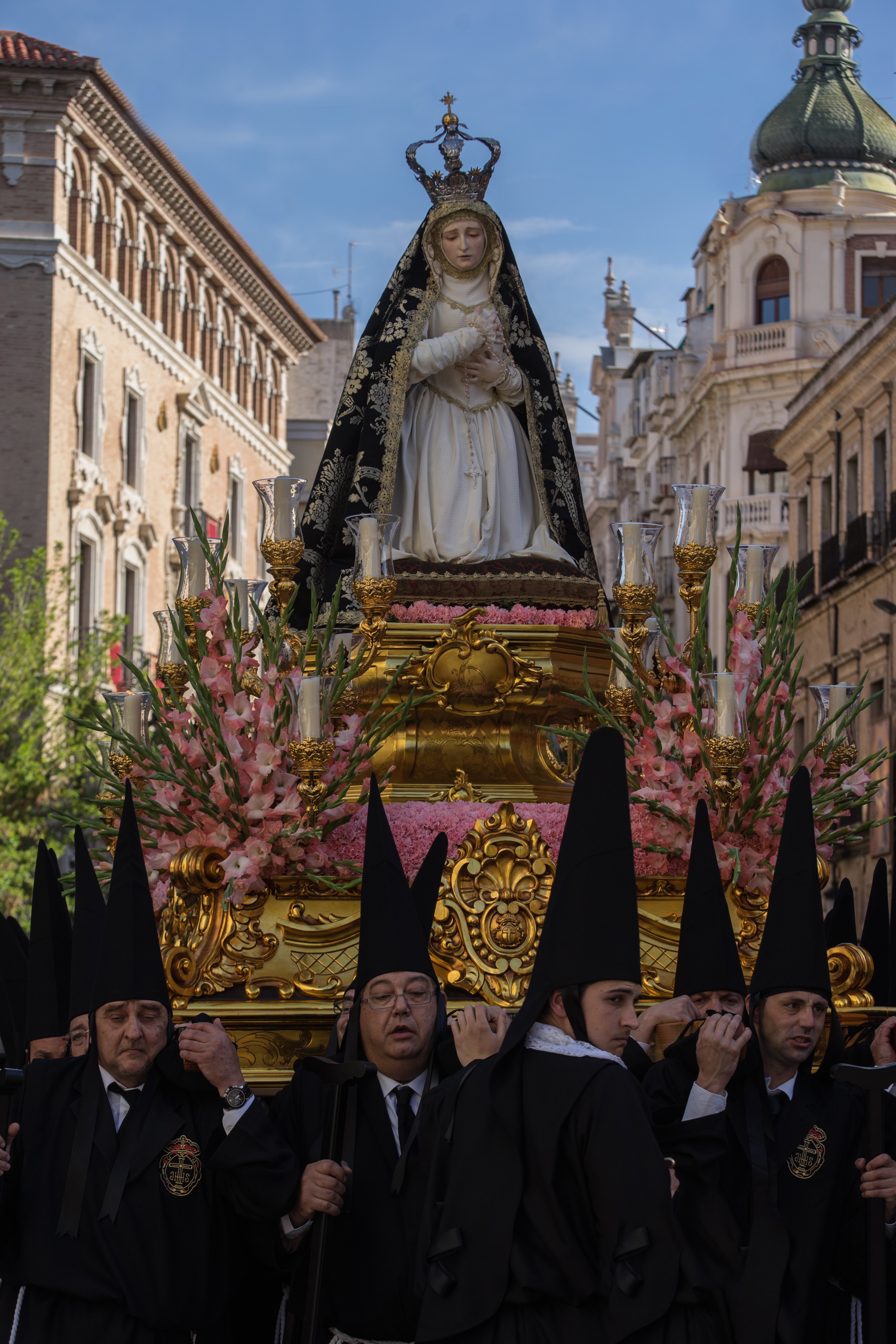
Virgen del Rosario en sus Misterios Dolorosos durante su procesión el Sábado Santo.

- Santa Mujer Verónica. De José Hernández Navarro (2003).
- El Expolio de Cristo. De Ramón Cuenca Santo (2022). Última incorporación a la cofradía, representando una escena de la pasión que no contaba con paso en Murcia. Su trono es diseño del artista Santiago Rodríguez, obra del tronista Manuel Ángel Lorente.
- San Juan Evangelista. De Ramón Cuenca Santo (2013). Sustituyó a otra imagen anterior de Ardil Pagán.
- Santísima Virgen Dolorosa. Obra de Francisco Salzillo (1742). Primera imagen datada del autor que desfila en la Semana Santa de Murcia, considerada una de sus obras maestras.
- Santísimo Cristo de la Caridad. Titular de la Cofradía. Obra de Rafael Roses Rivadavia (1994). En 2025 estrenó trono diseñado y ejecutado por el escultor Arturo Serra.

Destacan las diversas imágenes que José Hernández Navarro ha realizado para la cofradía en sustitución de obras anteriores de Ardil Pagán. Entre ellas una nueva versión de la Flagelación (ya hizo una para la Cofradía del Amparo a mediados de los 90), y una nueva versión de la Coronación de Espinas (la anterior fue su primer paso procesional, realizado para la Cofradía del Perdón a comienzos de los 80), ambas de novedosísima composición.
Sábado Santo
- María Santísima del Rosario en sus Misterios Dolorosos. Obra de Ramón Cuenca Santo, de 2013. Va sobre una peana diseñada por el artista Santiago Rodríguez, y ejecutada por el tallista Manuel Ángel Lorente.

## Vestimenta
Sábado de Pasión
Los cofrades penitentes se caracterizan por vestir túnica de tergal de color rojo corinto la cual llevan atada a la cintura con cíngulo blanco, y el rostro cubierto por un capuz con el escudo de la cofradía bordado a la altura del pecho y rematado en la tradicional forma de haba.
Los mayordomos, al estilo tradicional, llevan el rostro al descubierto, mostrando en la abertura superior de la túnica y en las bocamangas exquisitas puntillas blancas de encaje, camisa y pajarita de color blanco, así como cíngulo de 3 pisos. Del capuz penden a ambos lados unas cintas de seda blanca y en la trasera del mismo una escarapela de 8 brazos en cinta de igualmente de seda blanca. Completan su atuendo, guantes blancos y zapatos de igual color ribeteado con puntillas

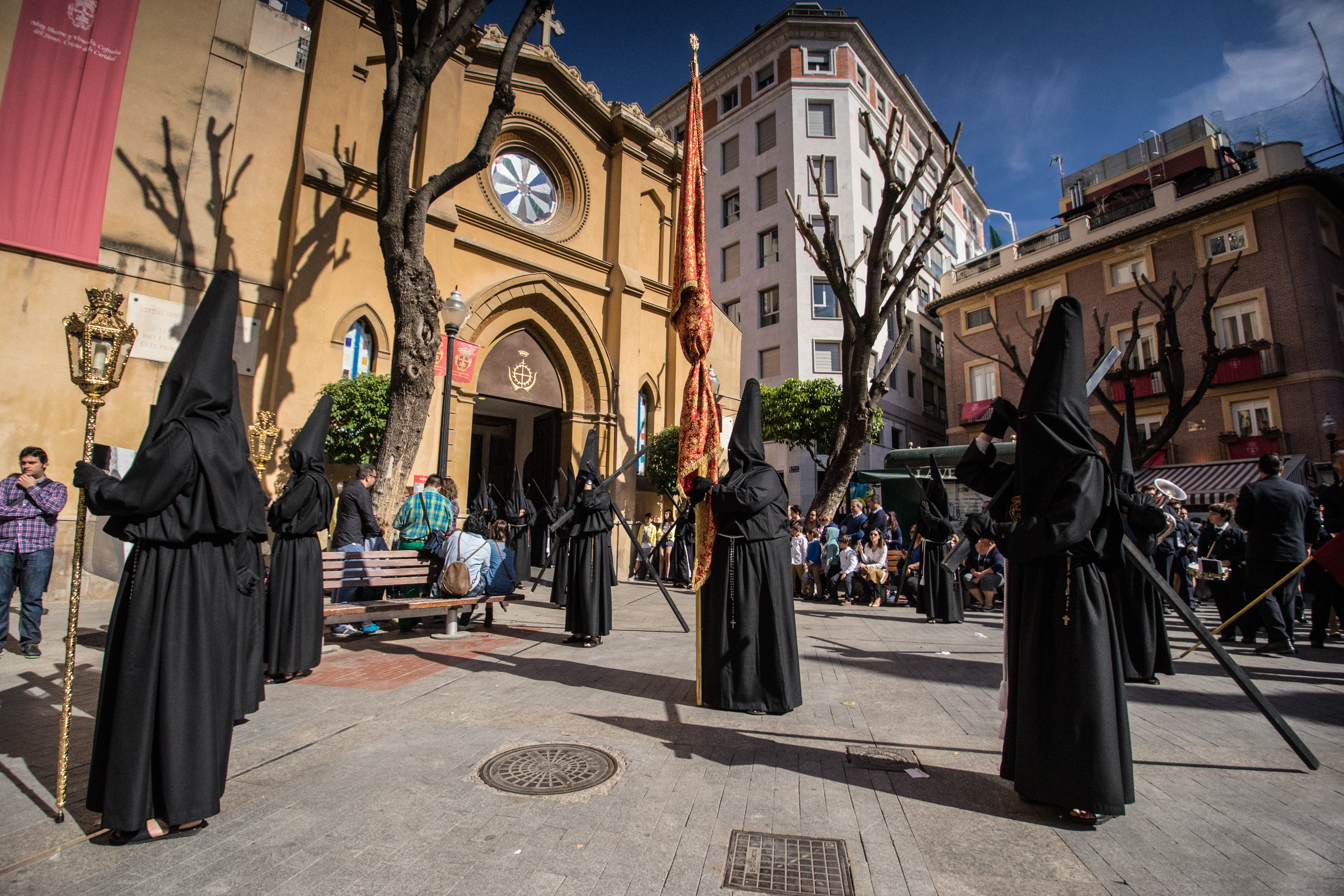
Penitentes de la procesión del Rosario, saliendo de la Iglesia de Santa Catalina.

Los nazarenos estantes visten la tradicional túnica corta de estante murciano, sobre chaqueta americana, camisa blanca y corbata oscura. Llevan enaguas almidonadas, primorosas medias de repizco, en algunos casos bordadas y las correspondientes ligas rojas, así como las tradicionales alpargatas de carretero con cintas negras.
Sábado Santo
En la procesión de María Santísima del Rosario en sus Misterios Dolorosos del Sábado Santo las túnicas son a la usanza de las utilizadas en Sábado de Pasión, con la salvedad de ser en color negro, con el escudo idéntico al existente, pero también en fondo negro. Sin embargo, los mayordomos llevan la cara tapada a diferencia del Sábado de Pasión. 
Al mismo tiempo, no se entregan dádivas penitenciales o caramelos por parte de ningún integrante del cortejo, siendo por ello la única procesión de estilo tradicional en la ciudad que posee esta característica, algo que le aproxima a las de estilo de silencio.

## Itinerario
Sábado de Pasión
Plaza de Santa Catalina,  plaza de las Flores, Cristo de la Esperanza, pl. de San Pedro, Jara Carrillo, pl. Martínez Tornel, Tomás Maestre, Glorieta de España, Arenal, plaza Cardenal Belluga, Nicolás Salzillo, pl. Hernández Amores, Trapería, plaza de Santo Domingo, Santa Ana, pl. de Santa Ana, Alfonso X El Sabio, Santa Clara, Echegaray, plaza Julián Romea, Fernández Ardavín, Santa Gertrudis, Calderón de la Barca, Esteve Mora, pl. San Bartolomé, Santa Catalina, plaza de Santa Catalina.
Sábado Santo
Plaza Santa Catalina, Santa Isabel, Platería, plaza Esteve Mora, Jabonerías, plaza Romea, arco de Santo Domingo, plaza Santo Domingo, Enrique Villar, Santa Ana, plaza Santa Ana, Alfonso X, plaza Santo Domingo, Trapería, plaza Hernández Amores, Nicolás Salzillo, plaza Belluga, Frenería, Puxmarina, plaza Puxmarina, Sociedad, plaza San Bartolomé, plaza Esteve Mora, Platería, Santa Isabel, plaza Santa Catalina.